# Dreifaltigkeitseiche

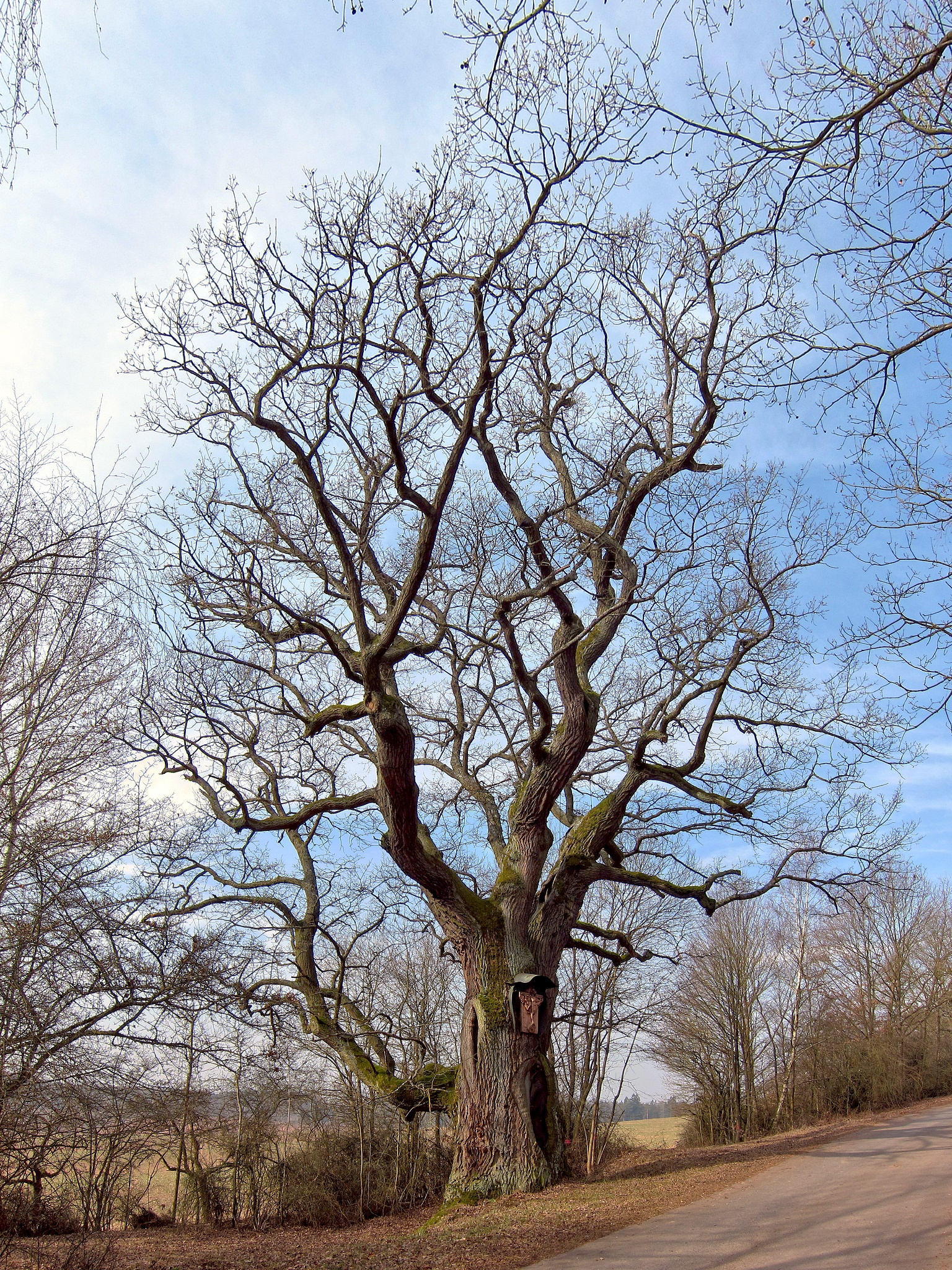
Dreifaltigkeitseiche

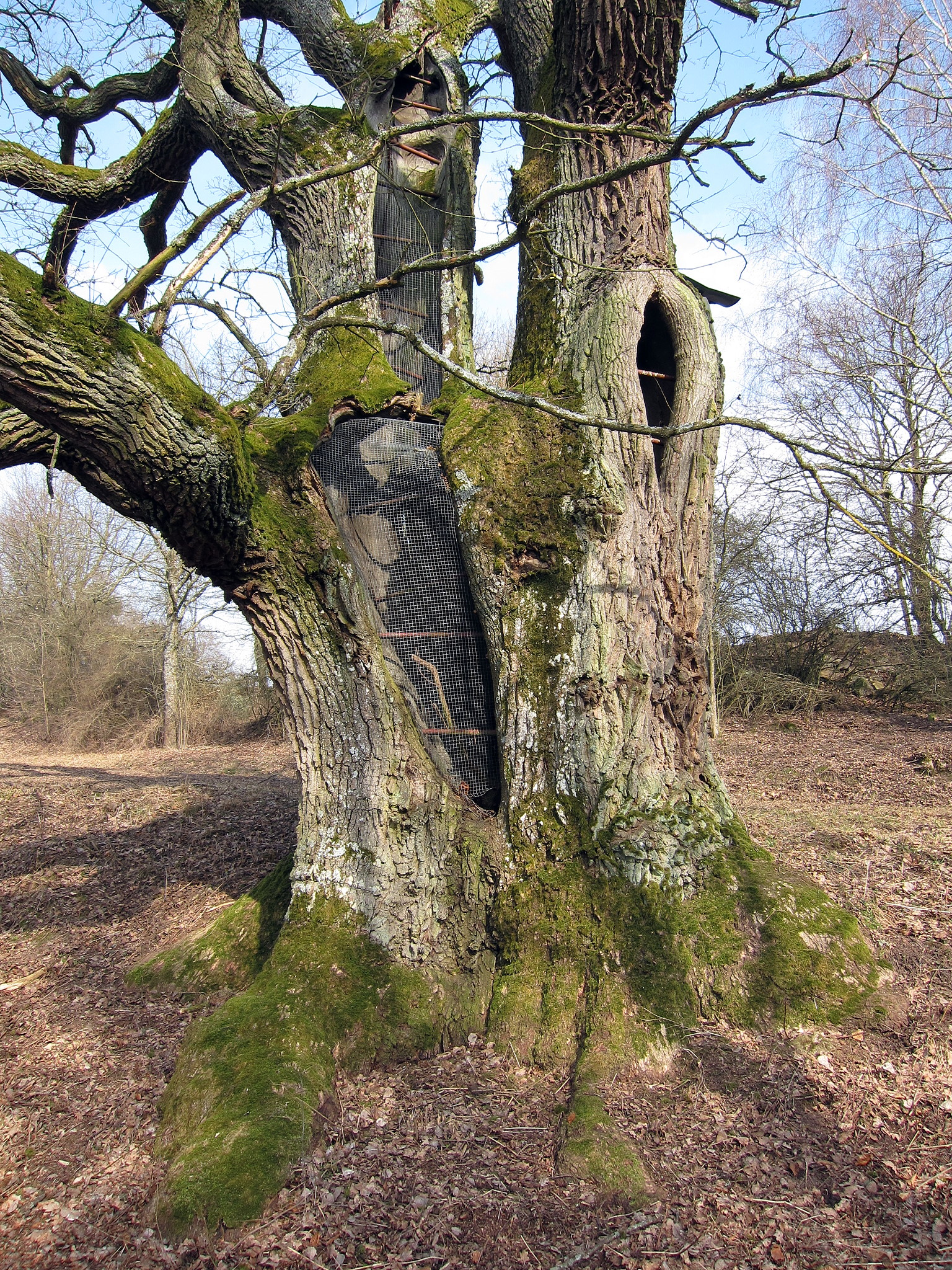
Stammansicht

Die Dreifaltigkeitseiche ist ein Naturdenkmal nordwestlich von Aschach, einem Ortsteil von Bad Bocklet, in der bayerischen Rhön. Sie steht auf etwa 320 Meter Höhe über Normalnull. Die Stieleiche (Quercus Pedunculata) befindet sich auf einer Wiese an einem kleinen Hang neben einem Feldweg. Sie wurde am 15. Oktober 1965 und erneut am 2. März 1987 unter Naturschutz gestellt. Bei der Unteren Naturschutzbehörde des Landkreises Bad Kissingen ist die Eiche mit der Nummer 672-N/002 und der Bezeichnung Dreifaltigkeitseiche gelistet.

## Beschreibung
Die Eiche hat durch die Lage am Hang einen ausgeprägten Stammfuß, der unregelmäßig aufgebaut ist, mit talwärts wegstrebenden Wurzeln. Der Stamm hat zwei große Öffnungen und ist bis in den Kronenbereich völlig hohl. Zwei  Starkäste sind ebenfalls hohl. Stamm und Krone sind von weiteren Öffnungen durchzogen. Bedingt durch Stammrisse droht der Baum schon seit Jahren auseinanderzubrechen. Dem wird mit mehreren Seilankern in der Krone entgegengewirkt. Im Jahre 2009 wurden je zwei weitere Seile und Gurte als Kronensicherung angebracht, um einem Auseinanderbrechen entgegenzuwirken. Die Vitalität des Baumes ist trotz der äußerlich auffälligen Beschädigungen als gut mit abnehmender Tendenz zu bezeichnen.
Die Untere Naturschutzbehörde gibt das Alter der Eiche mit etwa 350 Jahren an. Im Jahr 2012 hatte der Stamm an der Stelle seines geringsten Durchmessers einen Umfang von 7,47 Metern. Messungen im Jahre 1992 ebenfalls an der Stelle des geringsten Umfanges ergaben 6,94 Meter. Der Stammumfang nimmt demnach pro Jahr um etwa drei Zentimeter zu, was bei einer Eiche dieser Größe sehr viel ist. In einem Meter Höhe betrug der Stammumfang im Jahre 2008 7,51 Meter. Mit diesen Maßen liegt die Eiche nach dem Deutschen Baumarchiv, dem der Stammumfang in einem Meter Höhe als wichtigstes Auswahlkriterium dient, an der unteren Grenze, der bei acht Meter beginnt, der national bedeutsamen Bäume (NBB). Die Höhe der Eiche beträgt 17 und der Kronendurchmesser 16 Meter.
In der näheren Umgebung stehen mit der Marieneiche (5,54 Meter Taillenumfang) 50 Meter südöstlich und der Marktbergeiche (4,77 Meter Taillenumfang) etwa 600 Meter südöstlich zwei weitere starke Eichen, die ebenfalls als Naturdenkmale eingetragen sind. Alle drei  befinden sich im Besitz der Gemeinde Bad Bocklet.

## Bilder

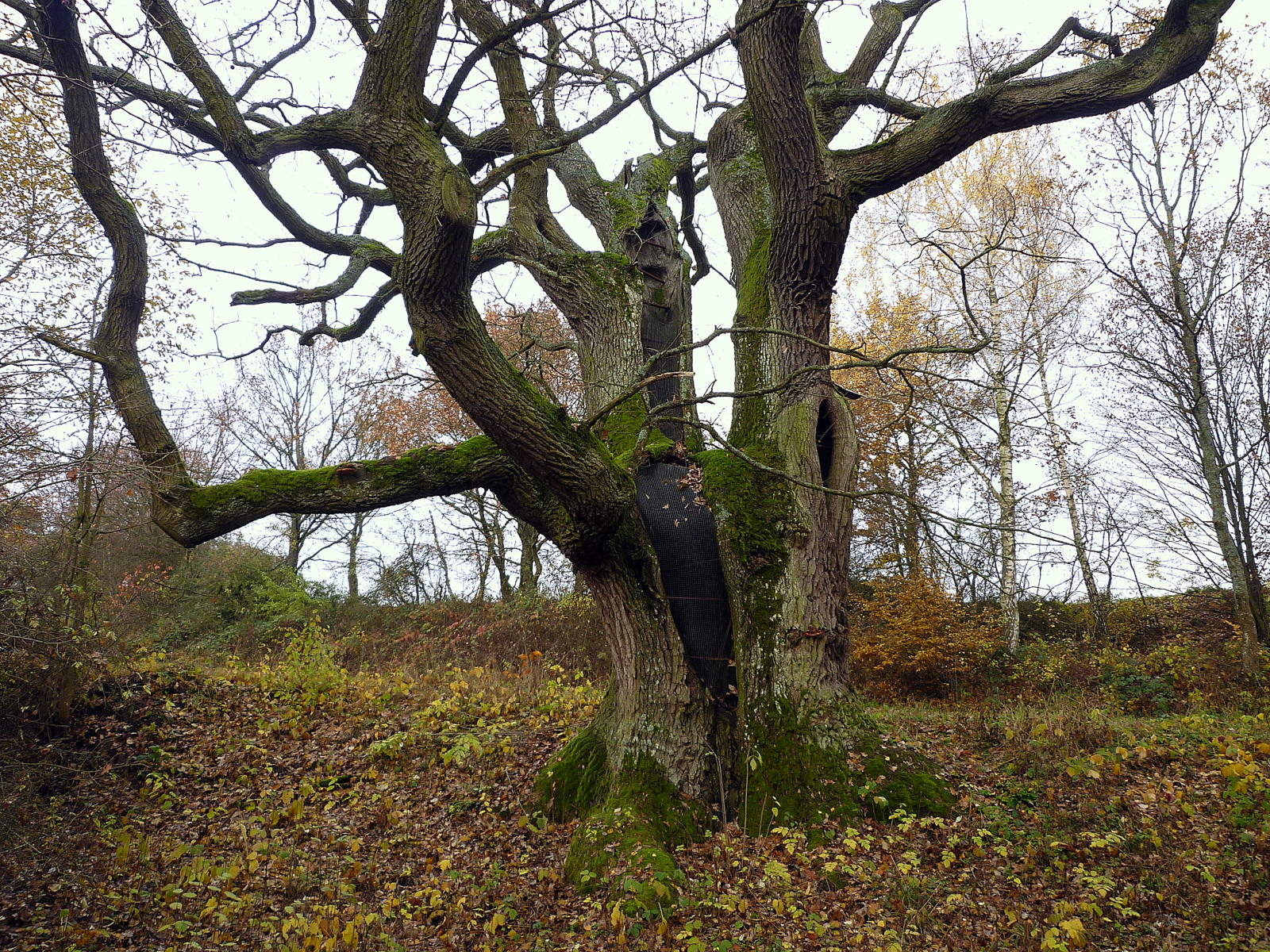
Dreifaltigkeitseiche
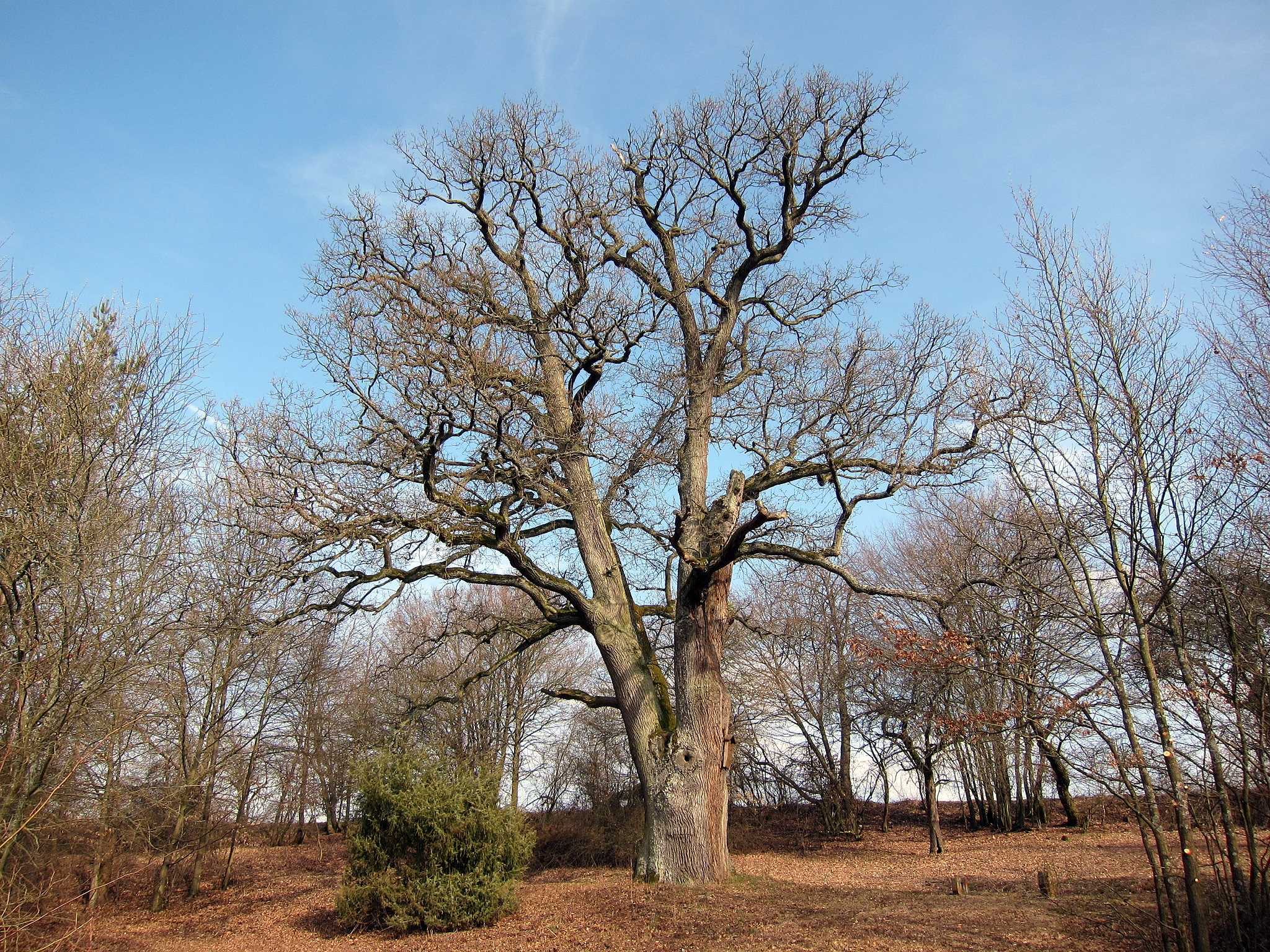
Marieneiche
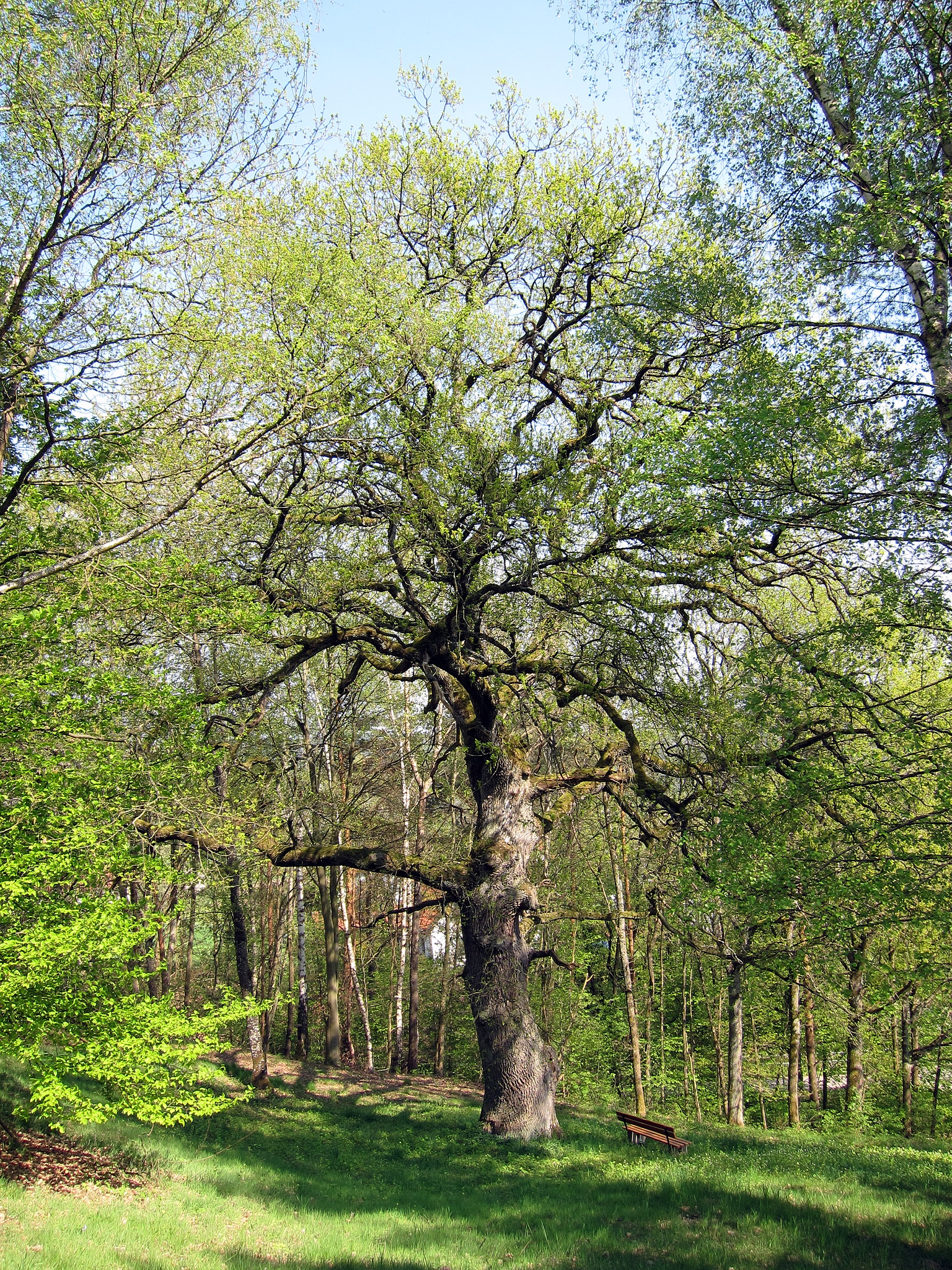
Marktbergeiche